# Cosmopterix trilopha
Cosmopterix trilopha là một loài bướm đêm thuộc họ Cosmopterigidae. Loài này có ở Uganda.